# Popgrama
Popgrama fue un programa de televisión emitido por La 2 de Televisión Española dirigido por Francisco Soriano. Dedicado a la música y la denominada contracultura se mantuvo en antena entre 1977 y 1981.

## Formato
Subtitulado Revista de rock & rollo, y escaparate del incipiente rock español, el programa dio cabida a expresiones artísticas de la contracultura tanto en cine o cómic como, especialmente, música.

"Popgrama es una especie de musical frenéticamente actual, contra-cultura (que dentro de cien años será base cultural importante), arte novísimo y "rollo", sobre todo "rollo", que es lo que ahora se lleva"
Tele-Radio (1978) 

Junto a Montserrat Doménech, Moncho Alpuente, Paco de La Fuente y Ramón Trecet, hubo tres rostros especialmente claves en el desarrollo del espacio: Carlos Tena volcado con los movimientos musicales internacionales, Àngel Casas que daba una visión de la actualidad musical en Barcelona y Diego A. Manrique que ejerció una suerte de editorialista. En 1979 se estimó la audiencia en aproximadamente 800.000 espectadores que dieron lugar a anécdotas narradas por el propio equipo del programa en entrevistas. 

"Espectadores autogestionarios que, o bien están solos o viven solos. Muchos chavales me han dicho que tienen que irse a ver Popgrama al bar más próximo y hacer que pongan el segundo canal por aclamación"
Carlos Tena (Tele-Radio, 1979) 

En el espacio, además, era frecuente la emisión en diferido de conciertos de música nacional e internacional como el II Concurso de Rock Villa de Madrid, ganado por Paracelso de El Gran Wyoming (1979) o el Concierto homenaje a Canito (1980). Se emitieron también actuaciones de grupos de rock de artistas consolidados y emergentes como Queen, Bob Marley, The Rolling Stones, AC/DC, Jethro Tull, Ramones, Blondie, The Police, The Jam, Sex Pistols o Supertramp. En sus ediciones además se programaron conciertos míticos como el ofrecido por Mike Oldfield con motivo de la edición de Tubular Bells. Otros artistas que desfilaron por el programa fueron Alaska y los Pegamoides (en lo que supuso la primera aparición en las pantallas de Alaska).

"Procuramos romper con el acartonamiento de un país tan triste como el nuestro. Porque este país, y no hay más que escuchar su folklore, es de lo más triste que hay. Por eso tratamos de alegrar la vida a la gente y, por otra parte, revitalizar la música que merece la pena. Pero no siempre coincidimos en gustos unos y otros. Y aquí está lo mejor, cada cual ve las cosas de una manera, con un prisma diferente y una visión conjunta heterogénea."
Tele-Radio (1978) 

Tras 135 emisiones repartidas a lo largo de cuatro temporadas, caracterizadas por su estilo minoritario y las carencias de presupuesto respecto al otro programa musical estrella coetáneo como fue Aplauso emitido por La 1 de Televisión Española, Popgrama cesó sus emisiones el 7 de enero de 1981. Posteriormente Àngel Casas prosiguió en La 1 con la emisión de Musical Express, espacio que dirigía desde 1979 en el denominado «Circuit Catalá» de TVE. Diego A. Manrique (El Ambigú) y Ramón Trecet (Diálogos 3) siguieron con sus respectivos programas musicales en Radio 3 y Carlos Tena, además de su presencia en Radio 3, puso en marcha en TVE espacios musicales como Caja de ritmos, ¿Pop qué? o Auanbabulubabalambambú.

"Vuelve, pero ya no es ni la sombra de lo que fue porque Pop-grama (sic) fue siempre una alternativa a la programación musical de Televisión Española, tanto en la forma de hacer el programa como en la manera de presentarlo. Pop-grama dio una lección a todos, ya que, por primera vez, Televisión utilizaba el humor, el lenguaje de la calle y, sobre todo, porque Televisión hablaba con cordialidad, con sencillez. Pop-grama ha sido víctima de las actuales circunstancias que vive RTVE. Los jefes andan nerviosos e histéricos por lo de las querellas criminales y por los posibles cambios en el mando directivo. Mientras tanto, se han inhibido: nadie quiere saber nada; nadie se arriesga a tomar decisiones. Nos ha tocado casarnos con la más fea. Por eso, en estos trece programas habrá de todo; unos están más o menos bien, y otros serán más o menos divertidos o aburridos. Nos da mucha pena que Pop-grama desaparezca definitivamente, porque siempre hemos luchado por estar en onda con la música actual y con nuestra audiencia."
Carlos Tena (Diario El País, 1980) 